# Torres de defensa de l'Horta d'Alacant

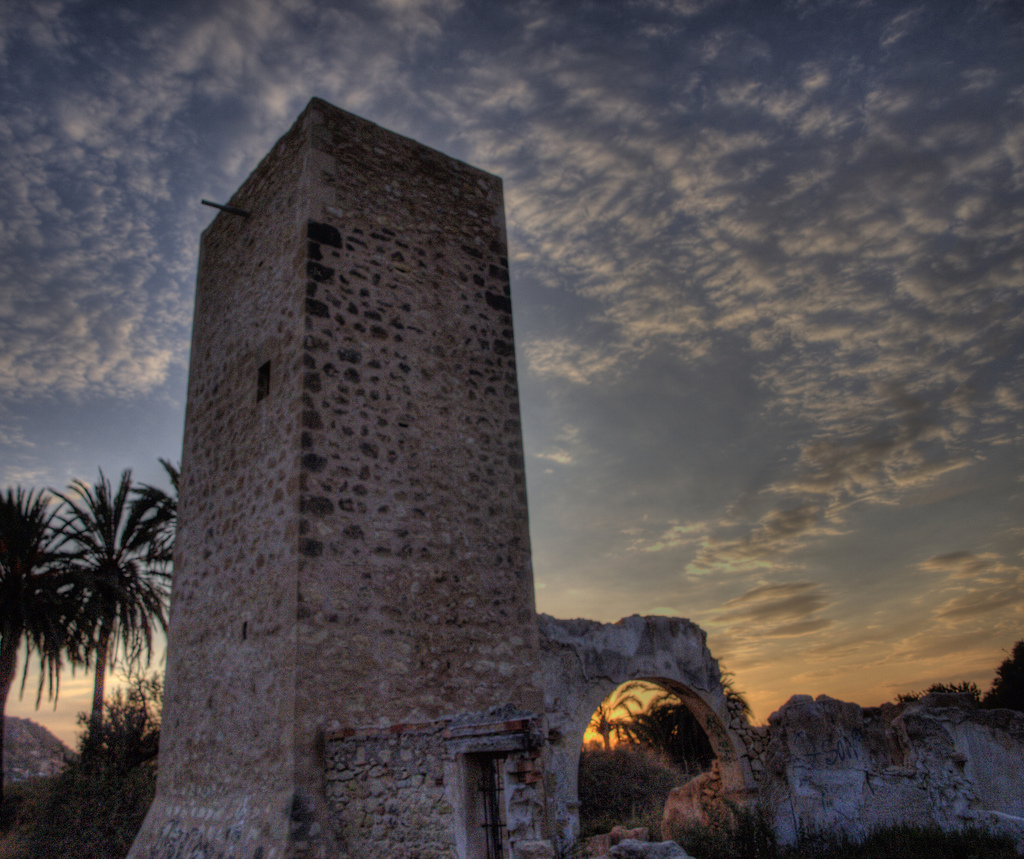
La Torre del Comte és una de les 20 torres de defensa conservades a l'Alacantí.

Les Torres de defensa de l'Horta d'Alacant (s. xv–xvii) són construccions defensives alçades a l'Horta d'Alacant per defensar-se dels atacs dels pirates barbarescos. En l'actualitat estan integrades quasi totes en el paisatge urbà, concretament al Districte 4 que inclou l'Albufereta, la Condomina i la Santa Faç, ja que l'espai hortolà pràcticament ha desaparegut. Durant el segle xx, algunes de les torres van ser derrocades, encara que se sap de l'existència documentada de fins a 43 d'elles, però en l'actualitat només se'n conserven 25, algunes d'elles en un estat de deteriorament avançat a pesar que estan declarades com a Bé d'Interés Cultural (BIC).

## Ubicació
Les torres estan situades prop de la xarxa de camins que comunicaven tant internament l'horta, com externament amb la resta de l'antic Regne de València. Entre els camins més importants destaca l'antic camí de Xixona, que era el que comunicava Alacant amb València per l'interior a través de Xàtiva, i l'antic camí de la Vila Joiosa que comunicava Alacant amb València però per la costa.

## Característiques
Existien tres tipus de torres: les de vigilància, situades prop de la línia costanera i que tenien com l'objectiu vigilar i avisar l'arribada d'enemics pel mar; les de refugi, localitzades més a l'interior i prop de la població, la finalitat de la qual era la de refugiar als habitants que vivien als voltants; i les de defensa, que servien també com a refugi i es localitzaven prop de nuclis de població o de fites a protegir. Aquestes últimes disposaven d'elements constructius que permetien atacar a l'enemic (merlets, espilleres, sageteres i troneres).

## Catàleg de torres conservades
Al terme municipal d'Alacant es conserven 18 torres, 12 de les quals estan situades a la partida de la Condomina, 5 a la partida de l'Albufereta i 1 a la partida de la Santa Faç. Les altres 7 se situen als termes municipals de Sant Joan d'Alacant (4 torres), Mutxamel (3 torres) i el Campello (2 torres).

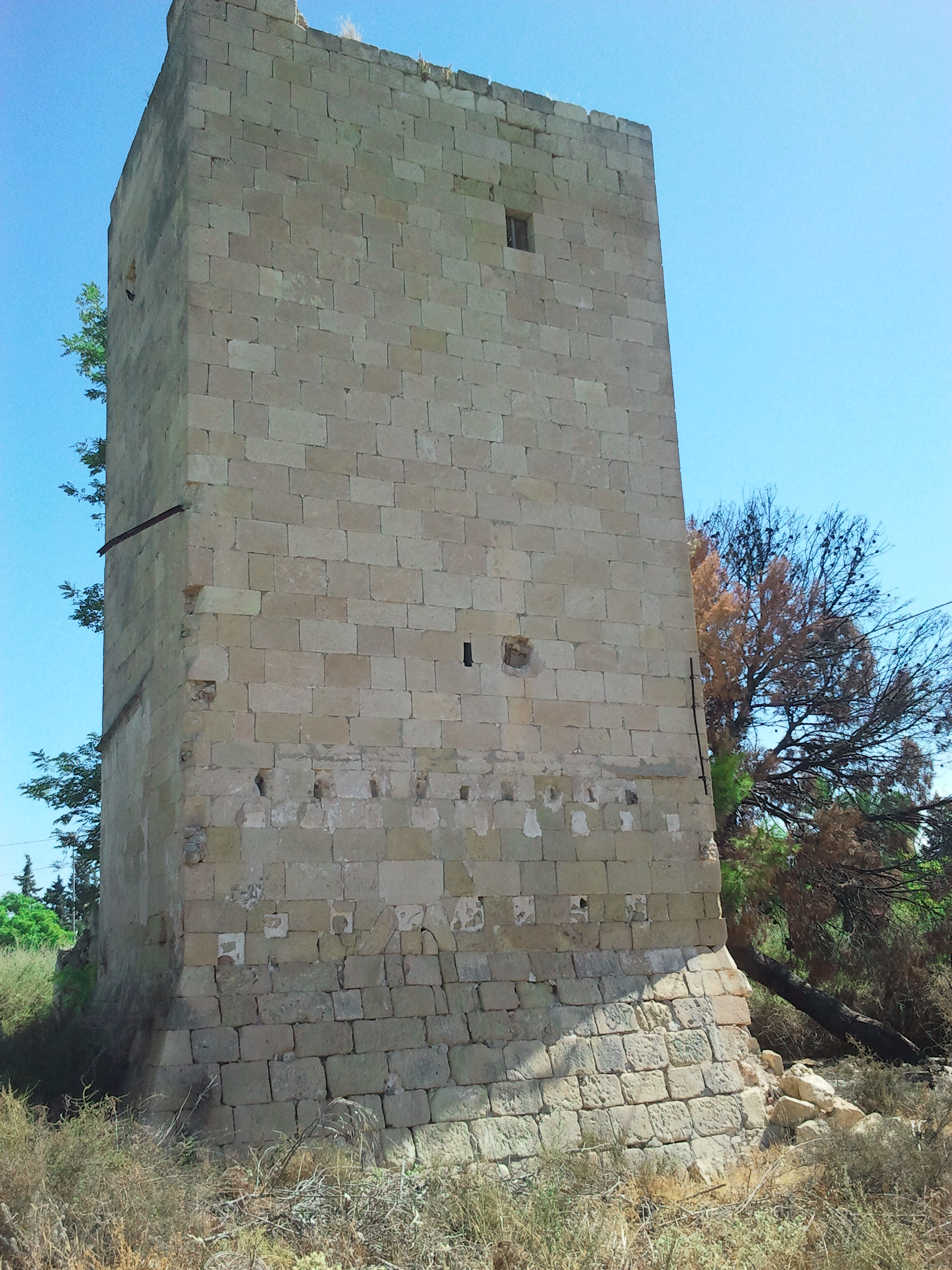
La Torre del Ciprer.

### Torres del terme d'Alacant
Les pertanyents al terme d'Alacant per partides són:

#### Partida de la Condomina

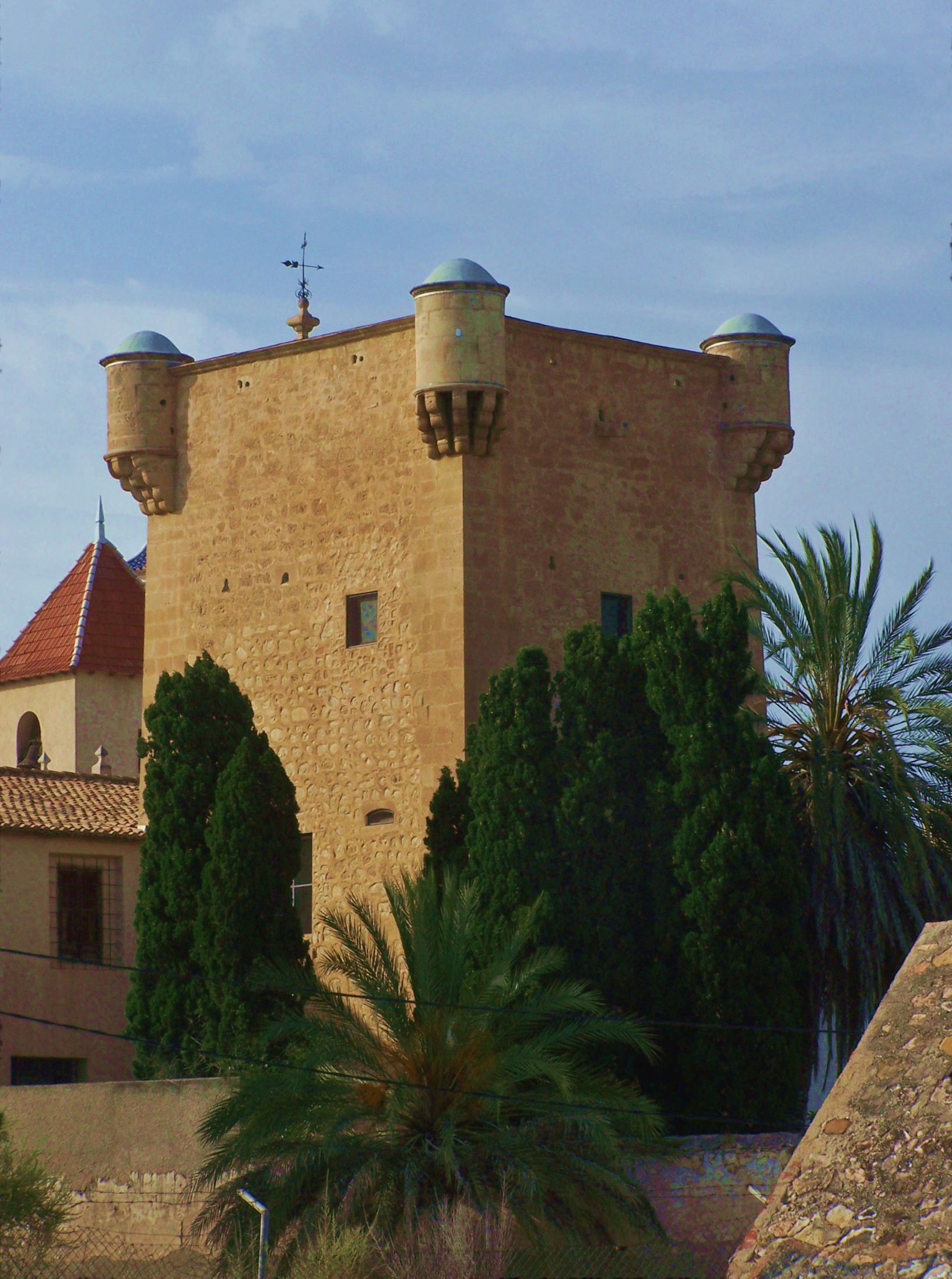
La Torre de Santa Faç.

- Torre de Plàcida (segle xvi-xvii)
- Torre del Ciprer (1661)
- Torre de la Mitja Lliura (segle xvi-xvii)
- Torre de les Reixes (segle xvi)
- Torre del Boter (segle xvi-xvii)
- Torre de Guixot (segle xvii-xviii) (destruïda el 1990)
- Torre de Bosch (segle xvi)
- Torre de Juana (segle xvii-xviii)
- Torre de Nicolau o d'Alameda (segle xvi)
- Torre de Boacio o Villa Garcia (segle xvii, reformes segle xix)
- Torre de Soto (segle xvii-xviii, reformes segle xix)
- Torre de Ca Xoli (segle xvii-xviii)
- Torre del Comte (segle xvi)

#### Partida de l'Albufereta
- Torre de les Àguiles (segle xvi-xvii)
- Torre de Santiago (segle xvi-xvii)
- Torre Castellet o d'Ansaldo (segle xvi-xvii)
- Torre de Ferrer (segle xvi-xvii)
- Torre de Sarrió (1594)

#### Partida de la Santa Faç
- Torre de Santa Faç (segle xvi, al costat del monestir del segle xv)

### Torres del terme de Sant Joan
Les que es troben dins del terme de Sant Joan són:
- Torre de la Cadena (segle xvi-xvii)
- Torre de Bonança
- Torre de Salafranca
- Torre d'Ansaldo

### Torres del terme de Mutxamel
A Mutxamel es troben les següents:
- Torre de Mutxamel, actual campanar de l'església del Salvador
- Torre de Ferraz
- Torre de les Paulines